# Perzsa királyi út
Lásd még: Szaharai Királyi Út, a nyugat-afrikai kereskedelmi út.

A perzsa királyi út az Óperzsa Birodalomban

A perzsa királyi út egy ókori főútvonal volt, amit Nagy Dareiosz perzsa nagykirály építtetett az i. e. 5. században. Dareiosz azért építtette az utat, hogy lehetővé tegye a gyors kommunikációt Szuza és Szardeisz között a hatalmas birodalmon keresztül. A futárok hét nap alatt tudták megtenni a 2699 kilométeres távolságot. Az ókori görög történész, Hérodotosz ezt írta: "Nincs semmi a világon, ami gyorsabban haladna, mint a perzsa futárok." Hérodotosz dicsérete – "Sem hó, sem eső, sem hőség, sem éjszakai sötétség nem gátolja meg őket, hogy a leggyorsabban teljesítsék feladatukat." – inspirálja a postai szállítók nem hivatalos mottóját.

## A királyi út útvonala
Az út vonalvezetését Hérodotosz írásai, régészeti kutatások és más történeti források alapján rekonstruálhatjuk. Nyugaton Szardeisznél, a régi  lüd fővárosnál kezdődött (kb. 100 kilométerre keletre İzmirtől, a jelenlegi Törökországban), keresztülhaladt a mai Törökország északi részén a Ninivéig, a régi asszír fővárosig (a mai Moszul Irakban), majd délre tartott Babilonba (a mai Bagdad mellett Irakban). Úgy gondoljuk, Babilon közelében elágazott, az egyik út északnyugat felé haladt Ekbatanán, a régi méd fővároson keresztül a selyemút mentén, a másik kelet felé a jövendő perzsa főváros Szuza (ma Irán) felé, majd délkeletre Perszepoliszig.

## A királyi út története
Mivel az út nem követi sem a legrövidebb, sem a legkönnyebb útvonalat a Perzsa Birodalom városai között, a régészek úgy gondolják, hogy az út nyugati szakaszát még az asszír királyok építették, mivel az út az ő régi birodalmuk szívén halad keresztül. A keleti szakasz egy része egybeesik a legfontosabb kereskedelmi úttal, a selyemúttal.
Mindenesetre I. Dareioszt tekintjük az út létrehozójának, mivel ő kötötte össze a már létező szakaszokat, feljavította az út alapozását, és ő hozta létre a királyi hírvivők (pirradaziš) szolgálatát.
Az út olyan jó minőségű volt, hogy a római időkben is használták. Egy híd Diyarbakirnál (Törökország) még mindig áll, emlékeztetve a régi időkre.

## Kulturális hivatkozások
Euklidész azzal felelt I. Ptolemaiosz kérésére, aki egy könnyebb utat szeretett volna a matematika felé, hogy "a geometriához nem vezet királyi út".

## Külső hivatkozások
- Livius: Articles on Ancient History Archiválva 2011. június 29-i dátummal a Wayback Machine-ben
- The History of Iran